# British Rail Research Division

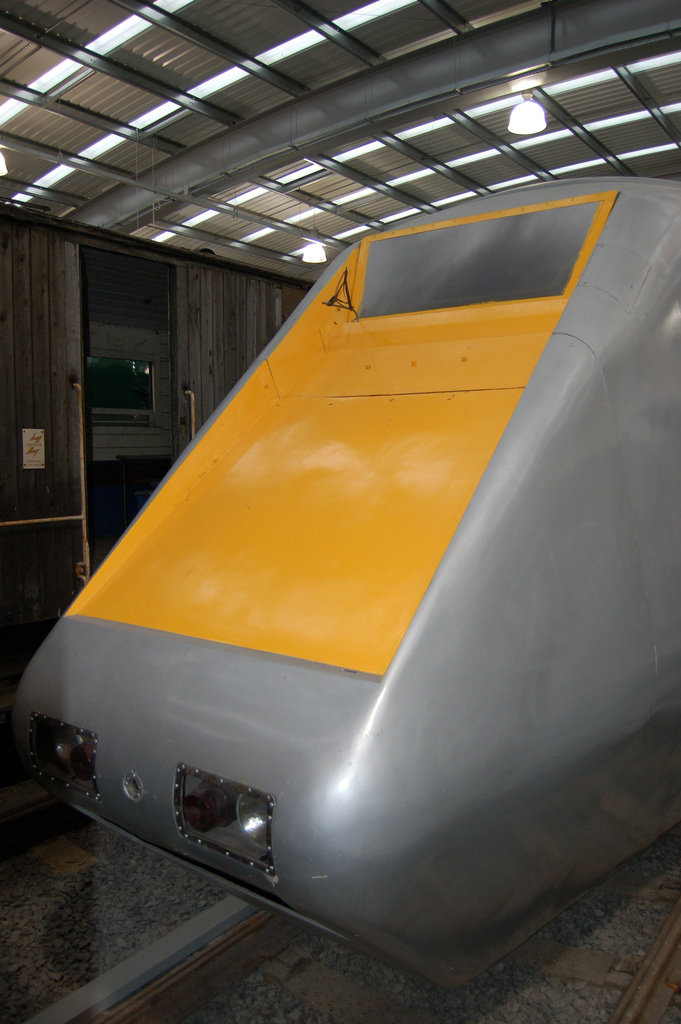
L'APT-E exposé au Shildon Locomotion Museum, comté de Durham.

La British Rail Research Division (« Division de la recherche de British Rail ») fut créée en 1964 sous le contrôle direct du British Railways Board et installée dans des locaux spécialement conçus au Railway Technical Centre de Derby. L'objectif fixé était d'améliorer la fiabilité et l'efficience du rail, tout en réduisant les coûts et en augmentant les revenus. Ce faisant la division devint un centre d'excellence internationalement reconnu, qui joua un rôle de conseil auprès d'autres sociétés de chemin de fer. Bien que rendue célèbre par le programme Advanced Passenger Train (APT), elle étendait ses activités à tous les domaines de l'activité ferroviaire.

## Recherches

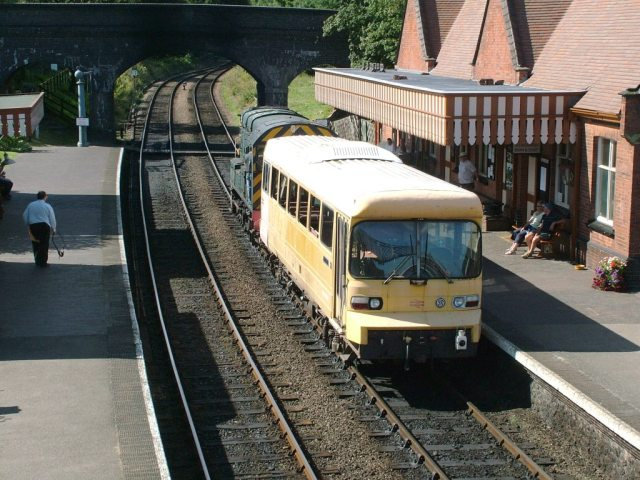
Le prototype d'autorail LEV1.

La Division de la recherche regroupa les ressources en personnel et en expertise de tout le pays et notamment celles du LMS Scientific Research Laboratory (laboratoire fondé à l'époque de la compagnie London, Midland and Scottish Railway). Sa mission ne se limitait pas à l'amélioration de l'équipement existant ou à la solution des problèmes courants, mais couvrait la recherche fondamentale depuis les principes premiers jusqu'aux opérations ferroviaires. Les résultats de ses travaux allaient alimenter les développements menés par les ingénieurs, les constructeurs et les sociétés de chemin de fer. Par exemple, une fois achevé le projet expérimental initial APT-E, il revint au département d'ingéniérie mécanique de construire le prototype APT-P. En temps voulu, des ingénieurs étaient détachés à l'étranger pour des durées variables, sous la marque commerciale Transmark.
L'un des premiers projets majeurs fut le développement de roues profilées, pré-usées, pour contrer la tendance des roues neuves à l'oscillation de vitesse. Il conduisit à des recherches sur les suspensions et à la création d'un High Speed Freight Vehicle (HSFV1), « véhicule de transport de marchandises à grande vitesse » à quatre roues qui s'avéra stable jusqu'à 225 km/h au banc d'essai.
D'autres travaux portèrent sur le compactage du ballast, les propriétés des sols et les rails précontraints. Une grande partie du réseau étant passée sur long rail soudé, un été particulièrement chaud entraîna de nombreux cas de flambage. Il n'y eut pas de blessés, mais plusieurs déraillements. L'attention se fixa sur les coûts et bénéfices du compactage du ballast sur les extrémités des traverses.
Des études approfondies furent menées sur la fatigue du métal, avec un travail de pionnier sur la détection des fissures par ultrasons, technique dont on explorait alors les possibilités pour le diagnostic médical. La division fut impliquée dans les nouveaux systèmes de signalisation ferroviaire - Solid State Interlocking (SSI) et Integrated Electronic Control Centre (IECC) - et dans la conception générale de la West Coast Main Line.
La Division de la recherche mit en place deux voies d'essai. La première reprenait l'ancienne ligne de la compagnie Great Northern Railway depuis Egginton Junction jusqu'à Derby Friargate (plus tard jusqu'à Mickleover seulement) et fut utilisée par le Train Control Group. Lors du développement de l'ATP, une seconde voie (connue sous le nom d'Old Dalby Test Track) fut ouverte sur la ligne de Melton Junction à Edwalton, spécialement pour les essais de ce train novateur. La première fut fermée au début des années 1990.

## Fin de parcours
En 1986 le financement de la division fut transféré de la direction aux divisions opérationnelles. En conséquence la priorité passa de la recherche pure à la résolution de problème. En 1989, BR Research devenait une entité autonome travaillant sous contrat pour British Rail et d'autres clients, ce qui ouvrait la voie à la privatisation.
Lors de la vente de British Rail au secteur privé, la Division de la recherche, rebaptisée entretemps BR Research Limited, fut achetée en 1996 par AEA Technology. L'entreprise issue de l'opération, AEA Technology Rail, fut revendue en 2006 à une société de capital risque pour devenir DeltaRail Group.

## Héritage
La Division de la recherche avait des relations délicates avec les autres composantes de British Rail et, comme la plupart des initiatives issues des ambitions technologiques de l'ère Wilson, ne survécut pas aux années 1990. La base du malaise résidait dans l'approche traditionnelle qui prévalait au sein de BR et qui s'opposait à celles, plus théoriques et inspirées de l'aérospatiale, adoptées par la division. L'embauche de diplômés de préférence à la formation interne fut aussi une source de tensions.
La division pêcha parfois par manque de diplomatie, ou peut-être par naïveté. Ainsi le modèle APT-E fut-il livré avec une seule place de conducteur, au centre de la cabine, à une époque où les cheminots se battaient contre la suppression du « deuxième homme » (héritier du chauffeur de l'époque de la vapeur). Aussi, après sa première sortie à Duffield, l'APT-E fut-il boycotté par les syndicats pendant un an.
Néanmoins ses recherches expérimentales sur la dynamique des véhicules ont conduit à la production de trains à grande vitesse - High Speed Train, Classe 91 et Pendolino - employés aujourd'hui aussi bien dans le transport des marchandises que des voyageurs, tandis que les résultats de ses travaux sur la signalisation et le contrôle des opérations sont exploités par une partie significative du système ferroviaire britannique.
Le musée des industries de Derby abrite une exposition qui relate les activités de la British Rail Research Division.